# Zwitserland op het Junior Eurovisiesongfestival 2004
Zwitserland nam deel aan het Junior Eurovisiesongfestival 2004 in Lillehammer, Noorwegen. Het was het debuut van het land op het Junior Eurovisiesongfestival. SRG SSR was verantwoordelijk voor de Zwitserse bijdrage voor de editie van 2004.

## Selectieprocedure
De selectie van de Zwitserse kandidaat had heel wat voeten in de aarde. De Zwitserse openbare omroep was eerst van plan de winnaar van het plaatselijke kinderfestival Mara & Meo naar Lillehammer te sturen, maar aangezien de finale van de editie van 2004 pas op 14 november zou plaatsvinden, niet eens een week voor de internationale finale, was dit onmogelijk. SRG SSR koos er dan maar voor om de winnaar van de editie van 2003 te kiezen: Demis Mirarchi. Nochtans was het de bedoeling dat elk land via een nationale openbare preselectie zijn artiest zou kiezen. De EBU, organisator van het Junior Eurovisiesongfestival, keurde het voorstel toch goed, ook toen bleek dat Birichino, het winnende lied van Mara & Meo 2003, reeds op een compilatie-cd stond en het verboden is om meer dan een half jaar voor het festival een lied openbaar te maken.

## In Lillehammer
Zwitserland trad als vierde van achttien landen op tijdens de grote finale van het Junior Eurovisiesongfestival 2004 in Lillehammer, Noorwegen, na Nederland en voor gastland Noorwegen. Aan het eind van de avond stond Zwitserland op de zestiende plaats, met vier punten. Alle punten kwamen bovendien uit hetzelfde land: Malta. Na deze teleurstelling trok het land zich meteen terug uit het Junior Eurovisiesongfestival.